# Лоббизм в Германии
В Германии термин «лоббизм» (Lobbysmus) имеет негативный оттенок, поэтому вместо него часто употребляют термины «общественно-политические коммуникации» (politische Kommunikation), «взаимодействие с органами государственной власти» (Public Affairs) и «политическое консультирование» (Politikberatung). Лоббирование в Германии осуществляют различные группы интересов (Interessengruppen), среди которых наиболее влиятельными являются Объединение немецких профсоюзов, Федеральный союз немецкой промышленности, Федеральное объединение германских союзов работодателей, а также другие различные объединения, благотворительные фонды, неправительственные организации. Также лоббистской деятельностью занимаются PR- и GR-агентства (среди наиболее известных PR-агентств такие агентства как Media Consulta, Ketchum Pleon, FischerAppelt и Oliver Schrott), юридические фирмы и исследовательские центры. В 2006 году некоторыми авторами было предложено обозначить лоббизм как пятую ветвь власти (по аналогии с обозначением прессы как четвёртой ветви власти). Другие же авторы сочли это преувеличением и такое обозначение не прижилось.
Негативное отношение к лоббизму в Германии обусловлено тонкой гранью между лоббистской деятельностью и коррупцией. В частности, по мнению организации Transparency International такие распространённые виды лоббистской деятельности как организация или финансирование приёмов для представителей элиты и журналистов, пожертвования политическим партиям и подарки видным политикам должны подвергаться более жёсткому контролю. В этой связи предлагается разработать «кодекс поведения» для лоббистов.
С 1972 года ведётся Открытый список зарегистрированных объединений и их представителей, в который занесены лоббисты, официально аккредитованные при бундестаге. Регистрация осуществляется на добровольной основе, но она необходима, чтобы быть приглашённым в те или иные парламентские комиссии на обсуждение законопроектов. В 2013 году в списке были зарегистрированы 2141 представителей различных организаций.
При обсуждении таких тем как атомная энергетика, использование солнечной энергии, биотехнологии, авторское право и патенты на программное обеспечение промышленные концерны и крупные корпорации часто подвергаются критике за то, что они благодаря интенсивной лоббистской деятельности, в том числе и на общеевропейском уровне, добиваются принятия законов, противоречащих интересам общества или потребителей. За это также упрекают экологические организации и общественные объединения, которые отстаивают интересы отдельных групп, выдавая их за общие. Считается, что в ФРГ наиболее сильное воздействие на органы государственной власти осуществляют лоббисты из фармакологической и энергетической отраслей.

## Понятие
К. Бокштетте определяет лоббизм, как попытку оказать влияние на носителей власти через третьи лица. Более подробное определение дано А. Билгери, по мнению которого лоббизм — это непосредственное или опосредованное влияние организациями на политические процессы через внешних участников для преследования определённой цели. Здесь также выражены аспекты целенаправленности влияния и несколько возможных способов, что является важными признаками лоббизма. Г. Меркле распространяет своё определение ещё шире: он исходит из непременного успеха деятельности лоббистов, которая заключает в себе целенаправленное влияние на субъектов, принимающих решения. «Целенаправленное оказание влияния на субъектов, принимающих решения в политике и управлении, называется лоббизмом».

### История понятия
Понятие «лобби» (англ. «вестибюль») изначально относилось к парламенту — или от слова «lobia» в римском сенате, или от слова «lobby» в палате общин Великобритании (нижняя палата парламента) или в конгрессе США. В лобби представители различных групп напоминали парламентариям о возможности перевыборов и, исходя из этого, рассуждали о преимуществах и недостатках определённых действий и решений.
Также исходя из истории слова, лоббизм исторически связан с «ожиданием в приёмной» (например, высокопоставленного лица) в поиске возможности оказать влияние на власть «в приёмной» и с относящейся к Средневековью деятельностью «придворных льстецов». Возможно, негативная оценка этого понятия в немецкоговорящих странах кроется в этом (и/или отсутствии обязательных правил, делающих работу лобби более прозрачной).

## Законодательная база
В Германии нет единого закона, регулирующего лоббистскую деятельность. Правовые основы закреплены в статье 17 Основного закона:

«Каждый имеет право индивидуально или совместно с другими письменно обращаться с просьбами или жалобами в компетентные учреждения или в органы народного представительства».
Кроме этого правовые рамки устанавливают следующие нормативно-законодательные акты: «Регламент деятельности германского Бундестага», «Регламент деятельности федерального правительства», «Единое положение о федеральных министерствах», «Кодекс поведения члена Бундестага».
Регистрации в Германии подлежат только те лоббисты, которые работают с Бундестагом. Нет никаких нормативных актов, регламентирующих лоббизм в правительствах и парламентах федеральных земель, а также в Бундесрате.

## Скандалы
- В конце 2008 года представители экологических организаций упрекали федерального канцлера Ангелу Меркель в том, что она отстаивала интересы промышленности на саммите Евросоюза, на котором был принят пакет мер по защите окружающей среды, так называемый план «20-20-20» (сокращение объёма загрязняющих выбросов в атмосферу к 2020 году на 20 процентов от уровня 1999 года, повышение до 20 процентов в общей структуре энергопотребления доли возобновляемых источников, и сокращение на 20 процентов общих энергозатрат). Согласно решению глав стран-членов ЕС для предприятий энергоемкой промышленности предусмотрены льготы в торговле квотами на эмиссии парниковых газов.[11]
- Широко известен коррупционный скандал, приведший к отставке бывшего президента ФРГ Кристиана Вульфа в феврале 2012 года. Поводом стало то, что в октябре 2008 года Вульф взял ипотечный кредит по заниженной ставке у жены своего друга, предпринимателя-миллионера Эгона Геэркенса. Также бывшего федерального президента обвиняли в том, что во время пребывания на посту премьер-министра Нижней Саксонии кинопродюсер Давид Грёневольд оплачивал некоторые гостиничные счета Вульфа, за что тот, как утверждается, лоббировал интересы немецких компаний.[12]
- В июне 2012 года прокуратура Мангейма возбудила уголовное дело против семи действующих и бывших менеджеров немецкого энергетического концерна EnBW по подозрению в уклонении от уплаты налогов и злоупотреблении доверием. Речь шла о сомнительных платежах фирмам российского бизнесмена-лоббиста Андрея Быкова, которые EnBW и его дочерние компании в период с 2001 по 2008 год неправомерно декларировали как производственные расходы. Один из платежей по договору в сфере атомной энергетики составил около 300 млн евро, которые по словам российского бизнесмена пошли на лоббистские услуги в России, чтобы помочь EnBW получить доступ к разработке газовых месторождений в Сибири.[13]

## Интересные факты
- В марте 2012 года глава государственного концерна Deutsche Bahn Рюдигер Грубе (Rüdiger Grube) заявил, что его концерн совсем отказывается от спонсорства. В 2011 году Deutsche Bahn потратил десятки тысяч евро на спонсорство различных партийных съездов и праздников.[14]